# Der Letzte der harten Männer
Der Letzte der harten Männer (Originaltitel: The Last Hard Men) ist ein amerikanischer Film aus dem Jahre 1976. Regie führte Andrew V. McLaglen.

## Handlung
Der Film spielt im Jahre 1909 in Arizona. Der schlaue und gefährliche Verbrecher Zach Provo, ein Halbblut, bricht mit sechs anderen Häftlingen aus dem Gefängnis in Yuma aus, um an dem pensionierten Captain Sam Burgade Rache zu nehmen. Dieser hatte elf Jahre zuvor, als er noch als Gesetzeshüter mit den Arizona Rangers tätig war, bei Zachs Verhaftung dessen Frau erschossen. Die anderen Häftlinge sind bereit, ihm dabei zu helfen, weil Provo ihnen als Gegenleistung dafür viel Geld verspricht, das er vor seiner Festnahme geraubt und versteckt hatte.
Zach entführt dafür Burgades Tochter Susan und versteckt sich mit seinen Komplizen im Navajo-Reservat. Da die Behörden ihn dort nicht verfolgen können, muss Burgade allein gegen ihn vorgehen, um Susan zu retten. Unterstützung bekommt er dabei von Hal Brickman, dem Verlobten Susans. Provo erlaubt seinen Männern, Susan vor den Augen der beiden Verfolger zu vergewaltigen, um Burgade aus der Reserve zu locken und zu töten. Brickman bemerkt aber die Absicht und sorgt dafür, dass Burgade nicht in die Falle geht. 
Im darauf folgenden Kampf gelingt es den beiden, Zachs Komplizen nacheinander auszuschalten und Susan zu befreien, wobei am Ende Burgade in einem tödlichen Kampf Provo selbst in Notwehr töten kann. Danach wird der dabei schwer verletzte Burgade von Susan und Brickman versorgt mit dem Vorsatz, danach gemeinsam nach Hause zurückzukehren.

## Synchronisation
Die deutsche Synchronfassung entstand 1976 unter der Dialogregie von Joachim Kunzendorf und nach dem Dialogbuch von Eberhard Cronshagen bei der Berliner Synchron GmbH.
| Darsteller          | Rolle               | Synchronsprecher   |
| ------------------- | ------------------- | ------------------ |
| Charlton Heston     | Captain Sam Burgade | Heinz Drache       |
| James Coburn        | Zach Provo          | Michael Chevalier  |
| Barbara Hershey     | Susan Burgade       | Gisela Fritsch     |
| Jorge Rivero        | Cesar Menendez      | Wolfgang Ziffer    |
| Christopher Mitchum | Hal Brickman        | Wolfgang Condrus   |
| Michael Parks       | Sheriff Noel Nye    | Randolf Kronberg   |
| Larry Wilcox        | Mike Shelby         | Joachim Tennstedt  |
| John Quade          | Will Gant           | Edgar Ott          |
| Robert Donner       | Lee Roy Tucker      | n.n.               |
| Thalmus Rasulala    | George Weed         | Klaus Sonnenschein |
| Morgan Paull        | Portugee Shiraz     | Norbert Gescher    |
| Sam Gilman          | Dutch Vestal        | Helmut Heyne       |
| n.n.                | Lokführer           | Otto Czarski       |

## Rezeption
Das Lexikon des internationalen Films betitelte den Film als „Ideenlos inszenierter Western mit rassistischem Grundton“.